# إرنست يوليوس ريتشارد إيفال
إرنست يوليوس ريتشارد إيفال (بالألمانية: Ernst Julius Richard Ewald) هو عالم وظائف الأعضاء ألماني، ولد في 14 فبراير 1855 في برلين في ألمانيا، وتوفي في 22 يوليو 1921 في كونستانس في ألمانيا.